# Parti du progrès (Russie)
Pour les articles homonymes, voir Parti du progrès.
Le Parti du progrès (en russe : Партия Прогресса) est un parti politique russe dirigé par Alexeï Navalny. Depuis le 28 avril 2015, il n'est plus enregistré en tant que parti auprès du ministère de la Justice de la fédération de Russie.

## Historique
Le parti est fondé le 15 décembre 2012 sous le nom d'Alliance populaire (Народный Альянс). Le ministère de la Justice rejette par deux fois la demande d'enregistrement en tant que parti.
Lors d'une conférence extraordinaire du parti le 8 février 2014, le parti décide de se rebaptiser parti du progrès. Le 25 février 2014, il est finalement officiellement enregistré comme parti auprès du ministère de la Justice. Mais le 28 avril 2015, il est retiré de la liste des formations politiques autorisées en Russie.
Depuis lors, le parti ne peut se présenter en tant que parti politique aux élections.
Renommé le 19 mai 2018 « Russie du futur » (Россия будущего), le parti est interdit et disparaît de facto en avril 2021.